# Fringilla
Sous-famille
Genre
Décrit par le naturaliste suédois Carl Von Linné en 1758, le genre Fringilla comprend huit espèces de pinsons. C'est le seul genre de la sous-famille des Fringillinae.

## Description
Les espèces de ce genre présentent une silhouette élancée et une queue relativement longue.
Les mâles arborent un plumage aux pigments bleu, noir, brun et rosé tandis que les femelles ont un plumage olivâtre non strié d'où un dimorphisme sexuel très marqué. Les jeunes ressemblent aux femelles et ne présentent donc pas un plumage strié contrairement à la plupart des Carduelinae.
Le bec, à la fois pointu et large à la base, correspond au mode de recherche de la nourriture (au sol) et au régime alimentaire (graines et insectes).

## Liste des espèces
Selon la classification de référence du Congrès ornithologique international (version 14.1, 2024) :
| Image | Nom scientifique         | Nom commun                    | Répartition |
| ----- | ------------------------ | ----------------------------- | --- |
|       | Fringilla coelebs        | Pinson des arbres             | Habitats forestiers d'Europe, d'Afrique du Nord et d'Asie occidentale                                                                             |
|       | Fringilla spodiogenys    | Pinson des arbres africain    | Afrique du Nord, principalement Maroc, Algérie et Tunisie                                                                                         |
|       | Fringilla moreletti      | Pinson des Açores             | Endémique de l'archipel des Açores |
|       | Fringilla maderensis     | Pinson de Madère              | Endémique de l'île de Madère |
|       | Fringilla canariensis    | Pinson des Canaries           | Endémique des îles Canaries |
|       | Fringilla polatzeki      | Pinson Bleu de Grande Canarie | Endémique de la Grande Canarie, archipel des Canaries                                                                                             |
|       | Fringilla teydea         | Pinson bleu                   | Endémique de Tenerife, archipel des Canaries |
|       | Fringilla montifringilla | Pinson du Nord                | Europe, Afrique du Nord, Inde du nord, Pakistan du Nord, Chine et Japon. Reproduction dans le nord de la taïga et le sud de la toundra d'Eurasie. |